# Выборы губернатора Чукотского автономного округа (2013)
Выборы губернатора Чукотского автономного округа состоялись в Чукотском автономном округе 8 сентября 2013 года в единый день голосования. Также прямые выборы губернаторов прошли ещё в семи субъектах Российской Федерации.
На 1 января 2013 года в Чукотском автономном округе было зарегистрировано 35 708 избирателей.

## Предшествующие события
24 декабря 2000 года на выборах губернатора Чукотского автономного округа победил предприниматель и миллиардер Роман Абрамович, набрав более 90 % голосов избирателей. Тогда многих удивило само выдвижение Абрамовича на пост губернатора Чукотки — доведённого до бедности российского региона с населением в 50 тысяч человек. Срок полномочий составлял 5 лет.
В 2004 году по инициативе президента России Владимира Путина избрание высших должностных лиц было изменено на назначение законодательными органами по представлению Президента России. 16 октября 2005 года президент Путин представил кандидатуру Абрамовича к повторному назначению на губернаторский пост, и 21 октября Дума Чукотского автономного округа утвердила его в должности. За утверждение проголосовали все 11 депутатов, присутствовавших на заседании.
Однако менее чем через три года, 3 июля 2008 года, Абрамович досрочно по собственному желанию сложил полномочия. Временно исполняющим обязанности губернатора был назначен Роман Копин, заместитель губернатора автономного округа с апреля 2008 года. В течение июля он был наделён полномочиями губернатора по представлению президента России Дмитрия Медведева. Срок полномочий составлял на 5 лет и истекал в июле 2013 года.

## Кандидаты
Кандидатов на выборах губернатора Чукотского автономного округа выдвинули 5 партий, но по итогу было зарегистрировано всего 3 кандидата.
| Кандидат | Кандидат        | Должность (на момент выдвижения) | Партия                | Статус                                                                     |
| -------- | --------------- | --- | --------------------- | -------------------------------------------------------------------------- |
|          | Виктор Бочкарёв | начальник Управления гражданской защиты и противопожарной службы Чукотского АО                                                              | «Правое дело»         | отказано в регистрации, так как кандидат не преодолел муниципальный фильтр |
|          | Ольга Васина    | депутат думы Чукотского автономного округа                                                                                                  | ЛДПР                  | зарегистрирована                                                           |
|          | Роман Копин     | губернатор Чукотского автономного округа | «Единая Россия»       | зарегистрирован                                                            |
|          | Владимир Кретов | помощник депутата Госудумы 6 созыва Евгения Рулькова по работе в Чукотском АО                                                               | КПРФ                  | отказано в регистрации, так как кандидат не преодолел муниципальный фильтр |
|          | Пётр Чёрненький | советник отдела организации медицинской помощи взрослому населению Управления здравоохранения Департамент социальной политики Чукотского АО | «Справедливая Россия» | зарегистрирован                                                            |

## Результаты выборов
В выборах в приняли участие 19 501 человек, таким образом явка избирателей составила 64,44 %.
| Явка избирателей                                      | Явка избирателей                                      | Явка избирателей | Явка избирателей |
| ----------------------------------------------------- | ----------------------------------------------------- | ---------------- | ---------------- |
| Число избирателей, включённых в список избирателей    | Число избирателей, включённых в список избирателей    | 30 262           | 100 %            |
| Из них приняли участие в выборах (выдано бюллетеней)  | Из них приняли участие в выборах (выдано бюллетеней)  | 19 501           | 64,44 %          |
| Процент испорченных бюллетеней                        |                                                       |                  |                  |
| Приняли участие в голосовании (возвращёно бюллетеней) | Приняли участие в голосовании (возвращёно бюллетеней) | 19 492           | 100 %            |
| Из них действительных бюллетеней                      | Из них действительных бюллетеней                      | 18 923           | 97,08 %          |
| Из них недействительных бюллетеней                    | Из них недействительных бюллетеней                    | 569              | 2,92 %           |
| Распределение голосов:                                |                                                       |                  |                  |
| 1.                                                    | Роман Копин                                           | 15 563           | 79,84 %          |
| 2.                                                    | Ольга Васина                                          | 1911             | 9,80 %           |
| 3.                                                    | Пётр Чёрненький                                       | 1449             | 7,43 %           |
| Число действительных (учтённых) бюллетеней            | Число действительных (учтённых) бюллетеней            | 18 923           | 100 %            |